# Hrube
Hrube (1027 m) – mało wybitny szczyt w Gorcach, w grzbiecie odbiegającym na południowy zachód od Turbacza. Znajduje się w nim pomiędzy Bukowiną Obidowską a Miejskim Wierchem. Północne zbocza Miejskiego Wierchu opadają do doliny potoku Lepietnica, w południowym kierunku opada z niego krótki i płytki grzbiet opływany przez źródłowe cieki potoku Gazdy.
Hrube jest porośnięte lasem, dawniej jednak było znacznie bardziej bezleśne. Na jego grzbiecie i na stokach znajdowało się kilka polan. Z powodu nieopłacalności ekonomicznej zaprzestano ich wykorzystywania i zarosły lasem, lub zostały zalesione. Ostała się jeszcze niewielka polana Piszczałowa po północno-wschodniej stronie jego szczytu.
Hrube znajduje się poza obszarem Gorczańskiego Parku Narodowego. Przez jego szczyt biegnie granica między miastem Nowy Targ (stoki południowe) i wsią Obidowa (stoki północne) w województwie małopolskim, w powiecie nowotarskim, w gminie Nowy Targ.
Szlak turystyczny
 Klikuszowa – Dziaciowa – Bukowina Obidowska – Roznowa – Dermowa – Hrube – Miejski Wierch. Odległość 8,6 km, suma podejść 360 m, suma zejść 60 m, czas przejścia 2 godz. 15 min, z powrotem 1 godz. 15 min.